# Gnamptogenys curvoclypeata
Gnamptogenys curvoclypeata é uma espécie de formiga do gênero Gnamptogenys.